# Cratere Catherine
Catherine  è un cratere sulla superficie di Eros.